# Josef Eberl
Josef Eberl (* 15. April 1947; † 20. April 2019 in Fulpmes) war ein österreichischer Tischtennis-Nationalspieler aus den 1960er Jahren.

## Werdegang
Josef Eberl wurde 1965 österreichischer Jugendmeister. Ein Jahr vorher hatte er mit dem Verein TSV Fulpmes die österreichische Mannschaftsmeisterschaft gewonnen. Bei den nationalen Meisterschaften der Erwachsenen erreichte er 1964 im Einzel und 1967 mit Klaus Bacher im Doppel das Endspiel.
1965 und 1967 wurde er für die Weltmeisterschaft sowie 1966 für die Europameisterschaft nominiert. Dabei kam er nie in die Nähe von Medaillenrängen.
Eberl war verheiratet, er hatte einen Sohn.